# GONIN2
『GONIN2』（ゴニン2）は、1996年に公開された、石井隆監督によるスタイリッシュバイオレンス・アクション映画作品。
前作「GONIN」とは関連のない、女性を主人公にしたバイオレンス作品である。

## 登場人物
- 緒形拳（外山正道）
- 大竹しのぶ（サユリ）
- 余貴美子（蘭）
- 喜多嶋舞（ちひろ）
- 夏川結衣（早紀）
- 西山由海（志保）
- 松岡俊介（梶）
- 片岡礼子（直子）
- 山口祥行（マスオ）
- 永島敏行（相原）
- 鶴見辰吾（代市）
- 左とん平（野崎）
- 多岐川裕美（外山陽子）
- 飯島大介（中嶋組組長）
- 寺島進（工藤）
- 中山俊（梶の仲間）
- 城明男（梶の仲間）
- 鈴木覚（梶の仲間）
- 伊藤洋三郎（ササキ）
- 阿部雅彦（志保の夫）
- 山口剛（野崎の部下）
- 速水典子（志保の夫の愛人）
- 吉原緑里（組長の女）
- 白石ひとみ (蘭のパトロンの秘書)
- 竹中直人（銃刀店店員）
- 椎名桔平（野崎の部下）
- 寺田農（蘭のパトロン）
- 佐藤浩市（若き日の万代）
- 根津甚八（通行人）

## スタッフ
- 監督・脚本：石井隆
- 製作者：奥山和由
- プロデューサー：室岡信明（MMI）
- 撮影：佐々木原保志
- 美術：山崎輝
- 照明：牛場賢二
- 音楽：安川午朗
- 録音：北村峰晴
- 編集：奥原好幸
- 助監督：横山浩幸
- スクリプター/記録：小山三樹子
- 製作協力：MMI（エムエムインターナショナルアンドアソシエイツ）